# Fountain Place
Fountain Place (произносится Фаунтэн Плэйс) — офисный небоскрёб, расположенный по адресу: 1445 Росс-авеню, Даллас, штат Техас, США. Высота — 219 метров, 62 этажа. Занимает 5-ю строчку в списке самых высоких зданий города, 14-ю строчку в списке самых высоких зданий штата и является 121-м по высоте зданием в стране (по состоянию на январь 2017 года). Небоскрёб ранее был известен под названиями First Interstate Tower и Allied Bank Tower.

## Описание
Небоскрёб имеет оригинальное архитектурное решение: он создан в виде многогранной призмы и имеет двускатную крышу. Некоторые стороны здания наклонны, в связи с чем проекция здания на плоскость кардинально отличается с разных сторон; в связи с этой наклонностью архитекторам пришлось продумать, как избежать «эффекта водопада» во время дождя. Своё название небоскрёб получил в честь комплекса из 172 «танцующих» фонтанов, расположенных у главного входа, там же высажены 225 кипарисов, созданы несколько водопадов. Здание имеет 26 000 окон.

В 10—14 сезонах (1986—1991) телесериала «Даллас» Fountain Place «играет роль» штаб-квартиры компании «Петро Груп» (Юинг Ойл).
Основные характеристики
- Строительство: с марта 1984 года по сентябрь 1986
- Высота: 219,5 метров
- Этажность: 62 + 1 технический
- Площадь помещений: 111 480 м²
- Лифтов: 28 или 30 (только до 62 этажа, скорость ок. 6,1 м/сек.)[1]
- Парковка: 950 машино-мест
- Архитекторы: Pei Cobb Freed & Partners[англ.] (Генри Кобб[англ.]) и Дэн Кайли[англ.] (фонтаны)
- Владелец: Crescent Fountain Place, L.P.
- Застройщик: Criswell Companies
- Главный подрядчик: The Beck Group[англ.]

## История
Первоначальный проект подразумевал строительство двух башен-близнецов, повёрнутых друг к другу под углом в 90°, однако в связи с истощением нефтяных месторождений в штате, кризисом банковской системы штата и «сберегательно-кредитным кризисом» проект в полном объёме так и не был реализован, построено было лишь одно здание.

Строительство небоскрёба началось в марте 1984 года и было закончено в сентябре 1986 года. С 2008 года главным арендатором здания является компания Tenet Healthcare.

24 сентября 2009 года ФБР арестовало 19-летнего иорданца Хосама Махера Хусейна Смади, когда тот пытался пронести в небоскрёб бомбу.

В 2013 году Fountain Place получил золотой сертификат «Руководство по энергоэффективному и экологическому проектированию».